# یواس‌اس جورج اف پی‌یرس (آی‌دی-۶۴۸)
یواس‌اس جورج اف پی‌یرس (آی‌دی-۶۴۸) (به انگلیسی: USS George F. Pierce (ID-648)) یک کشتی بود که طول آن ۱۲۱ فوت ۳ اینچ (۳۶٫۹۶ متر) بود. این کشتی  در سال ۱۹۱۴ ساخته شد.